# Cilag
Die Cilag AG mit Sitz in Schaffhausen ist ein international tätiges Schweizer Pharmaunternehmen. Sie gehört zu Janssen, der pharmazeutischen Sparte von Johnson & Johnson, und stellt Arzneistoffe und pharmazeutische Produkte her. Das aus der Cilag GmbH hervorgegangene Unternehmen beschäftigt rund 1'300 Mitarbeiter (Stand Anfang 2019).

## Tätigkeitsgebiet
Das Unternehmen ist ein strategischer Markteinführungs- und Produktionsstandort für einige der wichtigsten pharmazeutischen Produkte von Johnson & Johnson. Mit modernsten Technologien und Prozessen fertigt die Cilag AG verschiedene pharmazeutische Arzneiformen und chemische Wirkstoffe.

## Geschichte
Das Unternehmen wurde 1936 durch den Chemiker und Sohn des Schaffhauser Bezirks- und Schularztes Bernhard Joos sen. gegründet. Dieser kehrte 1933 nach einem längeren Weiterbildungsaufenthalt in den Vereinigten Staaten nach Schaffhausen zurück und begann in einem kleinen Forschungslabor mit der Entwicklung neuartiger Heilmittel. Daraus entstand als erstes das von ihm benannte Medikament Pyridacil zur Desinfektion der Nieren- und Harnwege (In den 1950er Jahren empfahl die Cilag GmbH bei hartnäckigen Harnwegsinfektionen eine Kombinationstherapie mit Pyridacil-Dragées und Pyridin-3-carbonsäure-oxymethylamid). Im Mai 1936 liess Joos seine Firma unter dem Namen «CILAG, Chemisches Industrielles Laboratorium AG» in das Handelsregister eintragen. Erster Präsident des Verwaltungsrates war der Zürcher Universitätsprofessor Carl Naegeli, der jedoch 1942 starb.
Innerhalb weniger Jahre entwickelte das Forschungsteam der neu gegründeten Firma sechs neue pharmazeutische Präparate bis zur Marktreife. Unmittelbar nach Kriegsende in Europa begann das Unternehmen im Mai 1945, die bis dahin in der Schweiz verkauften Präparate auch ins Ausland zu exportieren. Nachdem Joos 1949 auf Druck der Banken aus der Firma ausgeschieden war, kam die Cilag in den Einflussbereich der Interhandel. Gleichzeitig begann die internationale Expansion mit der Gründung einer Tochtergesellschaft in Wien. Drei Jahre später folgte die Eröffnung einer Niederlassung in Deutschland (die CILAG-GmbH Alsbach/Bergstraße) und 1961 einer weiteren Tochtergesellschaft in Mailand.
Im Jahr 1959 wurde Cilag von Johnson & Johnson übernommen. Die Einbindung in den US-amerikanischen Konzern ermöglichte dem Unternehmen den Zugang zu einer umfassenden Grundlagenforschung, womit die Forschungs- und Entwicklungstätigkeit von Cilag eine starke Expansion erfuhr und das Unternehmen zu einer strategischen pharmazeutischen Entwicklungs- und Produktionsstätte für Johnson & Johnson wurde.